# CUS Milano Rugby (féminines)
Actualités
Le CUS Milano est un club féminin de rugby à XV basé à Milan, en Lombardie. Il fait partie intégrante du club universitaire omnisports. L'équipe évolue en première division. Le club dispose d'équipes féminines de moins de 19 et 17 ans. L'équipe réserve joue en deuxième division.
Les couleurs du club sont bleu et vert.

## Histoire
Le club est fondé en 2013 et démarre son activité sur le circuit à 7. En 2018, le club est en mesure d'engager une équipe à XV. La première saison est encourageante (6 victoires en 18 matchs) mais est suivie par les deux années d'interruption dues au la pandémie de Covid-19. La reprise est laborieuse (3 victoires en 10 matchs). À la fin de la saison, un partenariat est scellé avec le Stade français.
La saison 2022-23 voit la mise en place du championnat Eccellenza, une poule unique qui réussit aux Milanaises puis qu'elles se classent 4e et participent aux demi-finales pour la première fois de leur histoire (battues par le Valsugana).
En 2023-2024, les universitaires milanaises se qualifient pour la poule haute du championnat nouvelle formule. Elles terminent quatrièmes. Lors des rassemblements de l'équipe nationale le club est représenté par Alice Cassaghi et Giulia Cavina. Cette dernière joue le WXV mais aucune des deux n'est appelée pour le Six nations.
À l'orée de la saison 2024-2025, l'équipe perd Giulia Cavina, partie jouer en France avec sa sœur Micol, à l'AC Bobigny.
Durant l'intersaison 2025, le club dévoile un projet de fusion de la section seniore avec celle de ses voisines de Parabiago.

## Palmarès
- Vainqueures de la Coupe d'Italie en 2022
- Finalistes de la Coupe d'Italie en 2024

| Saison    | Classement | Compétition   | Pts            | MJ             | V              | N              | D              | Phase finale                                        |
| --------- | ---------- | ------------- | -------------- | -------------- | -------------- | -------------- | -------------- | --------------------------------------------------- |
| 2018-2019 | 8e poule 1 | Serie A       | 32             | 18             | 6              | 1              | 11             | non qualifiées                                      |
| 2019-2020 | 3e poule 2 | Serie A       | 26             | 10             | 7              | 0              | 3              | Saison interrompue (pandémie de Covid-19)           |
| 2020-2021 | -          | Serie A       | saison annulée | saison annulée | saison annulée | saison annulée | saison annulée | saison annulée                                      |
| 2021-2022 | 5e poule 1 | Serie A       | 50             | 10             | 10             | 0              | 0              | non qualifiées                                      |
| 2022-2023 | 4e         | Eccellenza    | 39             | 14             | 8              | 0              | 6              | Demi-finalistes (10-33 et 7-36 contre le Valsugana) |
| 2023-2024 | 4e         | Serie A Élite | 24             | 12             | 5              | 0              | 6              | non qualifiées                                      |
| 2024-2025 | 5e         | Serie A Élite | 25             | 14             | 5              | 1              | 8              | non qualifiées                                      |

## Joueuses notables
- Cecilia Arpano
- Alice Cassaghi
- Giulia Cavina
- Maria Magatti
- Laura Paganini
- Cecilia Verocai